# Rodolfo Sibrian
Rodolfo Sibrian (San Salvador, 1963. november 30. –) salvadori nemzetközi labdarúgó-játékvezető.

## Pályafutása

### Nemzeti játékvezetés
1997-ben lett az I. Liga játékvezetője. Az aktív nemzeti játékvezetéstől 2006-ban vonult vissza.

### Nemzetközi játékvezetés
A Salvadori labdarúgó-szövetség Játékvezető Bizottsága (JB) terjesztette fel nemzetközi játékvezetőnek, a Nemzetközi Labdarúgó-szövetség (FIFA) 1999-től tartotta nyilván bírói keretében. Több nemzetek közötti válogatott és klubmérkőzést vezetett, vagy működő társának 4. bíróként segített. Az aktív nemzetközi játékvezetéstől 2006-ban búcsúzott.

#### Világbajnokság

##### U17-es labdarúgó-világbajnokság
Trinidad és Tobago rendezte a 2001-es U17-es labdarúgó-világbajnokságot, ahol a FIFA JB bíróként alkalmazta.

###### 2001-es U17-es labdarúgó-világbajnokság
| Időpont              | Helyszín                               | Mérkőzés típusa              | Mérkőzés                | Eredmény | Nézők száma |
| -------------------- | -------------------------------------- | ---------------------------- | ----------------------- | -------- | ----------- |
| 2001. szeptember 16. | Hasely Crawford Stadion, Port of Spain | csoportmérkőzés (A. csoport) | Horvátország–Brazília   | 1 – 3    | 25 100      |
| 2001. szeptember 20. | Ato Boldon Stadion, Couva              | csoportmérkőzés (C. csoport) | Spanyolország–Argentína | 2 – 4    | 9300        |

##### U20-as Labdarúgó-világbajnokság
Hollandia rendezte a 2005-ös ifjúsági labdarúgó-világbajnokságot, ahol a FIFA JB hivatalnoki feladatokkal látta el.

###### 2005-ös ifjúsági labdarúgó-világbajnokság
| Időpont          | Helyszín                          | Mérkőzés típusa              | Mérkőzés             | Eredmény | Nézők száma |
| ---------------- | --------------------------------- | ---------------------------- | -------------------- | -------- | ----------- |
| 2005. június 11. | Arke Stadion, Enschede            | csoportmérkőzés (D. csoport) | Németország–Egyiptom | 2 – 0    | 10 500      |
| 2005. június 14. | Galgenwaard Stadion, Utrecht      | csoportmérkőzés (B. csoport) | Kína–Ukrajna         | 3 – 2    | 2300        |
| 2005. június 22. | De Vijverberg Stadion, Doetinchem | egyik nyolcaddöntő           | Hollandia–Chile      | 3 – 0    | 9600        |

---
A világbajnoki döntőhöz vezető úton Dél-Koreába és Japánba a XVII., a 2002-es labdarúgó-világbajnokságra és Németországba a XVIII., a 2006-os labdarúgó-világbajnokságra a FIFA JB bíróként alkalmazta. 2006-os volt az első világtorna, amikor a meghívott játékvezetőhöz (nemzeti vagy nemzetközi) szorosan kapcsolódtak asszisztensei. Selejtező mérkőzéseket a Észak- és Közép-amerikai, Karibi Labdarúgó-szövetségek Konföderációja (CONCACAF) zónában vezetett.

##### 2002-es labdarúgó-világbajnokság

###### Selejtező mérkőzés
| Időpont            | Helyszín                                 | Mérkőzés típusa                        | Mérkőzés                   | Eredmény | Nézők száma |
| ------------------ | ---------------------------------------- | -------------------------------------- | -------------------------- | -------- | ----------- |
| 2000. május 21.    | Rommel Fernández Stadion, Panamaváros    | előselejtező (központi zóna/B csoport) | Panama–Nicaragua           | 4 – 0    | 20 000      |
| 2000. július 16.   | Commonwealth Stadion, Edmonton           | előselejtező (elődöntő/1. csoport)     | Kanada– Trinidad és Tobago | 0 – 2    | 25 000      |
| 2000. november 15. | Queen's Park Oval Stadion, Port of Spain | előselejtező (elődöntő/B. csoport)     | Panama– Trinidad és Tobago | 0 – 1    | 6000        |
| 2001. február 28.  | Columbus Crew Stadion, Ohio              | előselejtező (döntők)                  | Amerika– Mexikó            | 2 – 0    | 24 329      |
| 2001. október 7.   | Városi Stadion, Foxboro                  | előselejtező (döntők)                  | Egyesült Államok–Jamaica   | 2 – 1    | 40 400      |

##### 2006-os labdarúgó-világbajnokság

###### Selejtező mérkőzés
| Időpont             | Helyszín                                  | Mérkőzés típusa                      | Mérkőzés                  | Eredmény | Nézők száma |
| ------------------- | ----------------------------------------- | ------------------------------------ | ------------------------- | -------- | ----------- |
| 2004. február 22.   | Truman Bodden Stadion, George Town        | előselejtező (első forduló)          | Miss Kajmán-szigetek–Kuba | 1 – 2    | 1789        |
| 2004. június 20.    | Independence Park Stadion, Kingston       | előselejtező (2. forduló)            | Jamaica–Haiti             | 3 – 0    | 22 000      |
| 2004. augusztus 18. | Marcel Saupin Stadion, Nantes             | előselejtező (3. forduló/2. csoport) | Kanada–Guatemala          | 0 – 2    | 6500        |
| 2004. október 13.   | Cuauhtémoc Stadion, Puebla                | előselejtező (3- forduló/3. csoport) | Mexikó–Trinidad és Tobago | 3 – 0    | 37 000      |
| 2004. november 17.  | Francisco Morazán Stadion, San Pedro Sula | előselejtező (3. forduló/2. csoport) | Honduras– Costa Rica      | 0 – 0    | 18 000      |
| 2005. március 27.   | Azteca Stadion, Mexikóváros               | előselejtező (döntők)                | Mexikó–Egyesült Államok   | 2 – 1    | 110 000     |
| 2005. augusztus 17. | Mateo Flores Stadion, Guatemalaváros      | előselejtező (döntők)                | Guatemala–Panama          | 2 – 1    | 24 000      |

#### Aranykupa
Amerikai Egyesült Államok  a 6., a 2002-es CONCACAF-aranykupa, Amerikai Egyesült Államok és Mexikó  közösen a 7., a 2003-as CONCACAF-aranykupa, valamint Amerikai Egyesült Államok a 8., a 2005-ös CONCACAF-aranykupa tornát rendezte, ahol a CONCACAF JB bíróként alkalmazta.

##### 2002-es CONCACAF-aranykupa

###### CONCACAF-aranykupa mérkőzés
| Időpont          | Helyszín                      | Mérkőzés típusa              | Mérkőzés                      | Eredmény | Nézők száma |
| ---------------- | ----------------------------- | ---------------------------- | ----------------------------- | -------- | ----------- |
| 2002. január 22. | Marcel Saupin Stadion, Nantes | csoportmérkőzés (7. csoport) | Martinique–Trinidad és Tobago | 1 – 0    | 3827        |
| 2002. január 30. | Rose Bowl Stadion, Pasadena   | egyik elődöntő               | Costa Rica–Dél-Korea          | 3 – 1    | 7241        |

##### 2003-as CONCACAF-aranykupa

###### CONCACAF-aranykupa mérkőzés
| Időpont          | Helyszín                   | Mérkőzés típusa              | Mérkőzés        | Eredmény |
| ---------------- | -------------------------- | ---------------------------- | --------------- | -------- |
| 2003. július 13. | Azték Stadion, Mexikóváros | csoportmérkőzés (A. csoport) | Mexikó–Brazília | 1 – 0    |

##### 2005-ös CONCACAF-aranykupa

###### Selejtező mérkőzés
| Időpont           | Helyszín                             | Mérkőzés típusa                         | Mérkőzés            | Eredmény | Nézők száma |
| ----------------- | ------------------------------------ | --------------------------------------- | ------------------- | -------- | ----------- |
| 2005. február 21. | Mateo Flores Stadion, Guatemalaváros | előselejtező (első forduló- A. csoport) | Guatemala–Nicaragua | 4 – 0    |             |
| 2005. február 25. | Mateo Flores Stadion, Guatemalaváros | előselejtező (egyik elődöntő)           | Honduras–Panama     | 1 – 0    | 11 159      |

###### CONCACAF-aranykupa mérkőzés
| Időpont          | Helyszín                          | Mérkőzés típusa              | Mérkőzés                       | Eredmény | Nézők száma |
| ---------------- | --------------------------------- | ---------------------------- | ------------------------------ | -------- | ----------- |
| 2005. július 8.  | Home Depot Center Stadion, Carson | csoportmérkőzés (C. csoport) | Dél-afrikai Köztársaság–Mexikó | 2 – 1    | 27 000      |
| 2005. július 17. | Reliant Stadion, Houston          | egyik negyeddöntő            | Mexikó–Kolumbia                | 1 – 2    | 60 050      |
| 2005. július 21. | Giants Stadion, East Rutherford   | egyik elődöntő               | Kolumbia–Panama                | 2 – 3    | 41 721      |